# Merope Mergel
Merope Mergel (Engels: Merope Gaunt) is een personage uit de Harry Potter-boekenreeks van de Britse schrijfster J.K. Rowling.

## Haar leven ten huize Mergel
Ze leefde samen met haar vader Asmodom Mergel en broer Morfin Mergel in een vuil krot. Ze wordt door haar vader behandeld als vuil, aangezien ze een Snul blijkt te zijn. Haar leven is zeer ongelukkig. Tot overmaat van ramp wordt ze verliefd op Marten Vilijn Sr., een Dreuzel uit het nabij liggende dorp Havermouth. Natuurlijk was haar familie, die erg geloofde in bloedtrouw en zeer agressief was tegenover Dreuzels en zelfs halfbloeden, daar helemaal niet blij mee. Haar vader deed zelfs een (mislukte) poging om haar te vermoorden. Merope's vader en broer worden opgesloten in Azkaban wegens niet naleven van de tovenaarswetten.

## Haar leven met Marten Vilijn Sr.
Over dit deel zijn er geen feiten, men denkt dat Merope, eindelijk verlost van haar familie, haar toverkunsten eindelijk wél kon beheersen. Waarschijnlijk heeft Merope, die zo verliefd was op Marten Vilijn, hem op een dag (hij maakte vaak wandelingen met zijn paard in het bos, meestal met zijn vriendinnetje) een liefdesdrankje toegediend. Het moest volgens Albus Perkamentus niet moeilijk zijn geweest om hem "Op een warme zomerdag te overtuigen om een 'glaasje water' te komen drinken."
Marten werd dus halsoverkop verliefd, ze trouwden en Merope raakte zwanger. Maar na een tijdje kon ze het blijkbaar niet over haar hart krijgen om haar echtgenoot liefdesdrankjes te blijven geven. Ze dacht dat hij nu inmiddels wel van haar was gaan houden en dat hij anders toch zou blijven voor het kindje dat ze verwachtte van hem. Maar Vilijn verliet haar, en Merope verloor - door haar liefdesverdriet of uit vrije wil - opnieuw haar toverkunsten. Ze werd zelfs zo wanhopig dat ze haar enige waardevolle bezitting -een medaillon van Zalazar Zwadderich- (in het zesde boek wordt duidelijk dat dit een van de zeven Gruzielementen is) verkocht aan Odius & Oorlof. Op 31 december 1926 (wanneer zij ongeveer 19 jaar oud moet zijn) bevalt ze van haar enige zoon. Juist na de bevalling zegt ze tegen de verpleegsters van het weeshuis waar ze verblijft (en waar haar zoon ook opgroeit) dat ze wil dat de jongen op zijn vader lijkt, dat hij Marten Vilijn Junior wordt genoemd, naar zijn vader en Asmodom naar haar vader. Daarna sterft ze.

## Mergel familie
| Thomas Vilijn | Thomas Vilijn | Thomas Vilijn | Thomas Vilijn | Thomas Vilijn     | Thomas Vilijn     |                   |                   | Mary Vilijn           | Mary Vilijn       | Mary Vilijn | Mary Vilijn | Mary Vilijn   | Mary Vilijn   |               |               | Asmodom Mergel | Asmodom Mergel | Asmodom Mergel | Asmodom Mergel | Asmodom Mergel | Asmodom Mergel |               |               |               |               |
| Thomas Vilijn | Thomas Vilijn | Thomas Vilijn | Thomas Vilijn | Thomas Vilijn     | Thomas Vilijn     |                   |                   | Mary Vilijn           | Mary Vilijn       | Mary Vilijn | Mary Vilijn | Mary Vilijn   | Mary Vilijn   |               |               | Asmodom Mergel | Asmodom Mergel | Asmodom Mergel | Asmodom Mergel | Asmodom Mergel | Asmodom Mergel |               |               |               |               |
|               |               |               |               |                   |                   |                   |                   |                       |                   |             |             |               |               |               |               |                |                |                |                |                |                |               |               |               |               |
|               |               |               |               |                   |                   |                   |                   |                       |                   |             |             |               |               |               |               |                |                |                |                |                |                |               |               |               |               |
|               |               |               |               | Marten Vilijn Sr. | Marten Vilijn Sr. | Marten Vilijn Sr. | Marten Vilijn Sr. | Marten Vilijn Sr.     | Marten Vilijn Sr. |             |             | Merope Mergel | Merope Mergel | Merope Mergel | Merope Mergel | Merope Mergel  | Merope Mergel  |                |                | Morfin Mergel  | Morfin Mergel  | Morfin Mergel | Morfin Mergel | Morfin Mergel | Morfin Mergel |
|               |               |               |               | Marten Vilijn Sr. | Marten Vilijn Sr. | Marten Vilijn Sr. | Marten Vilijn Sr. | Marten Vilijn Sr.     | Marten Vilijn Sr. |             |             | Merope Mergel | Merope Mergel | Merope Mergel | Merope Mergel | Merope Mergel  | Merope Mergel  |                |                | Morfin Mergel  | Morfin Mergel  | Morfin Mergel | Morfin Mergel | Morfin Mergel | Morfin Mergel |
|               |               |               |               |                   |                   |                   |                   |                       |                   |             |             |               |               |               |               |                |                |                |                |                |                |               |               |               |               |
|               |               |               |               |                   |                   |                   |                   | Marten Asmodom Vilijn |                   |             |             |               |               |               |               |                |                |                |                |                |                |               |               |               |               |